# Парадокс бережливости
Парадокс бережливости (англ. paradox of thrift, англ. paradox of saving) — парадокс в экономической науке, описанный американскими экономистами Уаддиллом Кэтчингсом и Уильямом Фостером и исследованный, в частности, Джоном Мейнардом Кейнсом и Фридрихом фон Хайеком.

## Описание
Парадокс формулируется следующим образом: «Чем больше мы откладываем на чёрный день, тем быстрее он наступит». Если во время экономического спада все начнут экономить, то совокупный спрос уменьшится, что повлечет за собой уменьшение зарплат и, как следствие, уменьшение сбережений. То есть можно утверждать, что когда все экономят, то это неизбежно должно привести к уменьшению совокупного спроса и замедлению экономического роста.

### Кейнсианская модель
В простой кейнсианской модели следовало, что для экономического роста необходимо увеличивать совокупные расходы, которые действуют подобно инъекциям, обусловливая рост совокупного дохода с эффектом мультипликатора. А все изъятое из потока расходов мультипликативно сокращает совокупный доход, подталкивая экономику к рецессии или депрессии. Отсюда следовал парадоксальный вывод: чем больше в экономике аккумулируется сбережений, тем беднее она становится. В таком виде парадокс представляется как дилемма заключенного, где сбережения выгодны для каждого человека по отдельности, но вредны для населения и экономики в целом.
Кейнс видел выход из рецессии через активное вмешательство государства в экономику (политика государственного регулирования). Кейнс и его последователи предлагали использовать для стабилизации экономики в первую очередь увеличение государственных расходов, поскольку это позволяет напрямую, а, следовательно, в максимальной степени влиять на совокупный спрос и с мультипликативным эффектом на совокупный выпуск и доход.
Лауреат Нобелевской премии по экономике Пол Кругман привёл парадокс бережливости как один из аргументов в пользу ведения политики увеличения государственных расходов. По его мнению, в то время, когда домохозяйства вынуждены уменьшать расходы, экономика для оживления требует замены обычных потребителей правительством: именно правительство должно утвердить различные государственные программы.
Зато, по мнению конгрессмена от штата Техас Рона Пола, настоящее благосостояние может быть создано благодаря сбережениям, ограничению потребления нынешних благ для увеличения потребления благ в будущем.

### Классическая модель
Парадокс сбережений присутствует только в кейнсианской модели. В классической политической экономии сбережения фактически равны инвестициям. Поэтому, согласно представлениям классиков, при увеличении сбережений инвестиции возрастают на аналогичную величину. В результате сокращения дохода не происходит. Аналогично, если увеличивается предельная норма изъятия в результате роста любого из видов изъятий, то это компенсируется соответствующим ростом инъекций, и величина совокупного выпуска не меняется.
Генри Хэзлитт обратил внимание на то, что в «Общей теории …» Кейнс допустил ряд ошибок и неточностей в определении понятия «сбережения» и «инвестиции». В частности, Кейнс сначала определил сбережения и инвестиции таким образом, что они были идентичны и являются лишь разными аспектами одного явления. Но впоследствии Кейнс незаметно отказывается от этих определений и строит теорию экономических циклов при условии неравенства сбережений и инвестиций.

### Австрийская модель
Представители австрийской школы считают, что сбережения, то есть отказ от потребления нынешних благ в пользу большего потребления в будущем, является основой экономического развития.